# Forbin (D620)
La Forbin (D620) es una de las fragatas de la clase Horizon de la Marine Nationale junto a la Chevalier Paul. El Forbin es la primera unidad de la clase.
Fue construida por Horizon SAS (un joint venture ítalo-francés). Fue colocada la quilla en 2002. Fue botado el casco en 2005. Y fue asignado en 2008.